# Peculator obconicus
Peculator obconicus är en snäckart som först beskrevs av Powell 1952.  Peculator obconicus ingår i släktet Peculator och familjen Volutomitridae. Inga underarter finns listade i Catalogue of Life.